# Philagra dissimilis
Philagra dissimilis är en insektsart som beskrevs av William Lucas Distant 1908. Philagra dissimilis ingår i släktet Philagra och familjen spottstritar. Inga underarter finns listade i Catalogue of Life.